# Грунт (живопись)

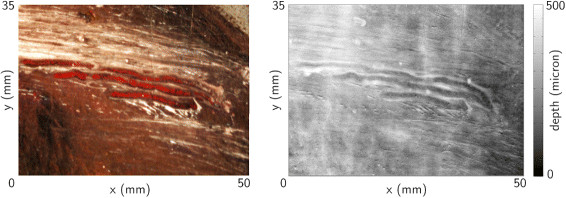
Деталь автопортрета Рембрандта. Три царапины в центре заполнены красноватым грунтом

Грунт (нем. Grund — основа) — первоначальная обработка основы, предназначенной для живописи, слой специального состава, который наносят на неё чтобы придать живописной поверхности необходимые цветовые или фактурные свойства, а также ограничить интенсивное впитывание связующего вещества. Грунт впитывает часть связующего вещества, сохраняя его в живописном слое, и обеспечивает сцепление живописи с основой. Он играет одну из ключевых ролей в оптической организации живописи. Живопись по основе без грунта встречается очень редко. По грунту живописного произведения можно судить о том, когда оно было создано, в каком месте и подлинное ли оно.

## Назначение грунта
Назначение грунта состоит в том, чтобы придать поверхности основы однородную плотность (выявляется отсутствием мелких щелей на просвет) и равномерную текстуру. Грунт может как выявлять структуру основы, так и маскировать её, определяя таким образом фактуру живописного слоя картины. Также грунт препятствует просачиванию связующего вещества (например, льняного масла при масляной живописи) из красок в основу, что вызывает жухлость красок и разрушение холста. Увеличивая прочность соединения красочного слоя с основой, он уменьшает изменения их положения в связи с колебаниями температуры и влажности воздуха. С помощью грунта можно также придавать поверхности основы желаемый цвет — известны целые периоды в истории живописи, когда колорит картины строился с опорой на цвет грунта (См. имприматура). Рецептура, способы приготовления, цвет и структура (взаимосвязь составных частей) грунта варьировалась в зависимости от места и эпохи создания картины, а также от принадлежности к той или иной художественной школе. Таким образом, грунт является одной из составляющих частей произведения, определяющих время и место его появления, а также свидетельствующий за или против его подлинности.
Под грунтом под живопись понимается совокупность нескольких слоёв: первый — клей (проклейка), который наносится на всю поверхность основы тонким слоем. Вторая часть грунта — грунтовочная краска, которой несколько раз покрывают проклейку. Возможно нанесение второго слоя проклейки. Иногда (это не обязательное условие) наносится и третья часть грунта — имприматура, представляющая собой верхний финальный изолирующий тонкий слой. Иногда между основой и красочным слоем наносится всего лишь один слой — клеевой.
Так как грунт должен быть эластичным (это касается большей частью живописи на холсте) и обладать одинаково хорошим сцеплением с основой и красками, его слои были различны по составу: нижний слой грунта отвечал за соединение с основой, верхний — с живописным слоем. Цветной верхний слой грунта в различные эпохи определял тональность живописного произведения, тем не менее, он не считается частью красочного слоя. Нанося краски слоями различной толщины по цветному грунту, можно достичь желаемого колорита непосредственно на поверхности картины, без предварительного смешивания красок на палитре.

## Виды грунтов
Изначально вещества-наполнители для грунта избирались в соответствии с природными условиями того региона, в котором работал художник. Фактуру грунтовочной массы и её цвет определяли традиции, характерные для данного временного периода или художественной школы, позднее — индивидуальные предпочтения мастера. Использование определённого вида связующего (различные клеи или масло) также зависело от школы.
По составу связующего грунты делятся на масляные, полумасляные, клеевые, эмульсионные, синтетические, акриловые.
С течением времени рецептуры грунтов, их свойства и требования к их качеству изменялись в соответствии с тем, как менялись материалы живописи, её техника и технология, а также задачи, которые стояли перед художниками. Так, масляные и полумасляные грунты господствовали в живописи до второй половины XIX века. Они почти не впитывали масло из красочного слоя, а при длительном хранении холсты, пропитанные такими грунтами, покрывались пылью и жиром от прикосновения рук. Поэтому краски на холсте оставались блестящими и прозрачными, однако, в то же время они плохо соединялись с грунтом. Фёдор Рерберг отмечал, что красочный слой слабо держится на масляном грунте, и совсем ещё нестарые полотна (Маковского, некоторые произведения Репина) необходимо было уже переносить на новый холст. Для увеличения сцепления краски с масляными и полумасляными грунтами необходимо грунт протереть наждачной бумагой, а затем обработать лаком: бальзамно-масляным или маслом в смеси с лаком для ретуши в составе 1:1. Остатки лака удаляются с поверхности грунта до получения сухой поверхности. Для этой же цели Рерберг советовал промывать грунт мылом и водой, пока он не будет хорошо впитывать воду, после этого холст должен быть высушен. Художник также отмечал, что прочность соединения красок с масляным грунтом увеличивает протирка смесью из спирта, воды и скипидара или даже разрезанной сырой картофелиной. Плохое соединение масляных и полумасляных грунтов с красочным слоем привело к отказу от них.
Грунты под живопись состоят из следующих компонентов: красящих веществ, связующих веществ, антисептиков и воды.
Компоненты грунтов:
- красящие вещества — пигменты — гипс, мел, шпат, свинцовые и цинковые белила, а также углекислая магнезия, способная заменить мел, каолин, трубочные белые глины и все прочие краски;
- связующие вещества — клеи — крахмал, пшеничная мука, кожный и рыбий клей, желатин, казеин, яйцо, высыхающие масла и смолы;
- антисептики и прочие добавки;
- вода.

Акриловый грунт не требует антисептиков (в отличие от клеевого и эмульсионного грунта) и считается самым долговечным художественным грунтом, при условии, что изготовлен на основе диоксида титана (титановых белил) без дополнительных наполнителей, сиккативов и пластификаторов.
В странах Евросоюза акриловый грунт для живописи называется "Universal primed", что означает "универсальный грунт", поскольку подходит для работы с акриловыми, масляными, темперными и, в отдельных случаях, акварельными красками.
По цвету грунты делятся на:
- тонированные;
- цветные[6]

По механизму впитывания масла из красок делятся на:
- поглощающие;
- тянущие[6]